# گیفت اوربان
گیفت اوربان (انگلیسی: Gift Orban؛ زادهٔ ۱۷ ژوئیهٔ ۲۰۰۲) بازیکن فوتبال اهل نیجریه است.

## زندگی شخصی
اوربان علی‌رغم تولد در نیجریه، به‌خاطر تابعیت مادرش، برای تیم ملی فوتبال توگو نیز می‌تواند بازی کند.